# 雪蘭
雪蘭（1990年04月18日—），本名阮氏雪蘭，出生於胡志明市，是一名越南著名的模特儿。雪蘭的模特之路是從2010年的高收視真人秀《越南超級模特新秀大賽》正式展開，她在這場比賽中獲得亞軍。 2011年參加《Asian Model Search 2011》獲得冠軍。

## 真人秀

### 競爭者
- 2010年：《越南超級模特新秀大賽（Vietnam's Next Top Model）》

### 导师
- 2020年：《越南兒童模特兒（Model Kid Vietnam）》